# Liste der größten Unternehmen in Dänemark
Die Liste der größten Unternehmen in Dänemark enthält die vom Forbes Magazine in der Liste Forbes Global 2000 veröffentlichten größten börsennotierten Unternehmen in Dänemark.
Die Rangfolge der jährlich erscheinenden Liste der 2000 größten börsennotierten Unternehmen der Welt errechnet sich aus einer Kombination von Umsatz, Nettogewinn, (Aktiva und Marktwert). Dabei wurden die Platzierungen der Unternehmen in den gleich gewichteten Kategorien zu einem Rang zusammengezählt. In der Tabelle aufgeführt sind auch der Hauptsitz, die Mitarbeiterzahl und die Branche. Die Zahlen sind in Milliarden US-Dollar angegeben und beziehen sich größtenteils auf das Geschäftsjahr 2024.
| Rang Forbes | Name                    | Hauptsitz             | Umsatz (Mrd. $) | Gewinn (Mrd. $) | Mitarbeiter | Branche                                                |
| ----------- | ----------------------- | --------------------- | --------------- | --------------- | ----------- | ------------------------------------------------------ |
| 158         | Novo Nordisk            | Bagsværd              | 42,12           | 14,65           | 76.302      | Pharmazie                                              |
| 254         | A. P. Møller-Mærsk      | Kopenhagen            | 55,47           | 6,10            | 108.160     | Logistik                                               |
| 268         | Danske Bank             | Kopenhagen            | 23,05           | 3,43            | 19.916      | Banken                                                 |
| 509         | DSV Group               | Brøndby               | 24,23           | 1,47            | 73.338      | Transporte                                             |
| 1.010       | Vestas Wind Systems     | Aarhus                | 18,71           | 0,54            | 35.100      | Windenergie                                            |
| 1.068       | Carlsberg               | Kopenhagen            | 10,87           | 0,99            | 32.098      | Brauerei                                               |
| 1.170       | Ørsted                  | Fredericia            | 8,53            | −0,13           | 8.278       | Energie                                                |
| 1.252       | Jyske Bank              | Silkeborg             | 4,42            | 0,73            | 3.876       | Banken                                                 |
| 1.441       | Coloplast               | Humlebæk              | 3,98            | 0,71            | 12.234      | Medizinprodukte                                        |
| 1.542       | Genmab                  | Kopenhagen            | 3,12            | 1,14            | 2.682       | Biotechnologie                                         |
| 1.639       | Novonesis               | Lyngby                | 4,15            | 0,33            | 10.582      | Chemikalien                                            |
| 1.645       | Tryg Forsikring         | Ballerup              | 6,00            | 0,74            | 6.621       | Versicherungen                                         |
| 1.891       | Pandora                 | Kopenhagen            | 4,59            | 0,76            | 41.326      | Juwelier                                               |
|             | Chr. Hansen Holding A/S | Hørsholm              | 1,34            | 1,0             | 3.700       | Biotechnologie                                         |
|             | Novozymes               | Kopenhagen            | 2,2             | 0,49            | 6.125       | Biotechnologie                                         |
|             | ISS A/S                 | Kopenhagen            | 10,7            |                 | 488.000     | Dienstleistung                                         |
|             | TDC Group               | Kopenhagen            | 4,2             |                 | 8.594       | Telekommunikation                                      |
|             | Bestseller A/S          | Brande                | 3,5             |                 | über 17.000 | Einzelhandel für Kleidung                              |
|             | Lego                    | Billund               |                 |                 | 17.431      | Spielwaren                                             |
|             | Nilfisk                 | Brøndby Kommune       |                 |                 | 4.900       | Reinigungstechnik                                      |
|             | Arla Foods              | Viby (Aarhus Kommune) |                 |                 | 20.020      | Lebensmittel                                           |
|             | Grundfos                | Bjerringbro           |                 |                 | 19.221      | Pumpen                                                 |
|             | Velux                   | Hørsholm              |                 |                 | 11.500      | Belichtungstechnik, Baustoffe                          |
|             | GN Store Nord           | Ballerup              |                 |                 | 4.675       | Kommunikationstechnik                                  |
|             | Danfoss                 | Nordborg              |                 |                 | 40.678      | Wärme- und Kältetechnik, Hydraulik- und Elektromotoren |
|             | Jysk Holding A/S        | Brabrand              |                 |                 | 30.000      | Möbelhandel Möbelhandel                                |
|             | Salling Group           | Brabrand              |                 |                 | 42.016      | Einzelhandel                                           |
|             | Royal Unibrew           | Faxe                  |                 |                 | 2.416       | Brauerei                                               |
|             | Danish Crown            | Randers               |                 |                 | 23.000      | Lebensmittelindustrie                                  |
|             | Rambøll Group           | Kopenhagen            |                 |                 | 16.500      | Ingenieur- und Managementberatungsunternehmen          |
|             | LEO Pharma              | Ballerup              |                 |                 | 3.000       | Pharmazie                                              |
|             | D/S Norden              | Kopenhagen            |                 |                 | 1.160       | Reederei                                               |
|             | Sydbank                 | Aabenraa              |                 |                 | 2.060       | Banken                                                 |
|             | FLSmidth & Co           | Kopenhagen            |                 |                 | 10.936      | Baumittel                                              |
|             | H. Lundbeck A/S         | Kopenhagen            |                 |                 | 5.628       | Pharmazie                                              |
|             | Hydrema A/S             | Støvring              |                 |                 |             | Hersteller von Baumaschinen und Militärtechnik         |
|             | Torm                    | Hellerup              |                 |                 |             | Reederei                                               |
|             | Hummel                  | Bjerringbro           |                 |                 |             | Textilien                                              |
|             | Bang & Olufsen a/s      | Struer                |                 |                 |             | Unterhaltungselektronik                                |
|             | Bavarian Nordic         | Hellerup              |                 |                 |             | Pharmazie                                              |